# Хилари Сванк
Хилари Ен Сванк (енгл. Hilary Ann Swank; Линколн, 30. јул 1974) америчка је глумица.

## Биографија

### Младост
Сванк је рођена у Линколну (Небраска), као кћерка Џуди (девојачки Клаф) и Стивена Сванка. Има брата који се зове Ден. Хилари Сванк долази из скромне породице. Као дете је живела у камп приколици покрај језера Самиш у Белингаму (Вашингтон), где се преселила са шест година. Кад јој је било девет година, први пут се појавила на позоришту у представи Књига о џунгли, а касније је била активна у глумачкој дружини у својој школи. Средњу школу Sehome уписала је са шеснаест година. Наступала је и на пливачким такмичењима на Олимпијади младих и првенствима државе Вашингтон; била је пета у држави у гимнастици (што ће јој добро доћи годинама касније у филму Карате Кид). Родитељи су јој се растали кад јој је било тринаест, а она се са мајком преселила у Лос Анђелес где су живеле у ауту све док њена мајка није уштедела довољно да може унајмити апартман. Сванк је описала своју мајку као инспирацију за своју глумачку каријеру и њен живот током тог периода и касније. У Калифорнији, Сванк се уписала у средњу школу South Pasadena (иако је касније одустала од средње школе) и почела се професионално бавити глумом. Помагала је плаћати станарину новцем који би зарадила појављујући се у телевизијским серијама као што су Evening Shade и Growing Pains.

### Каријера
Септембра 1997. године, Сванк је добила улогу самохране мајке Карли Рејнолдс у серији Беверли Хилс. Прво јој је обећано да ће то бити двогодишња улога, али је њен лик избрисан из сценарија у јануару 1998. године, након шеснаест епизода. Сванк се после присетила како је била очајна након што су је избацили из серије, додавши, „Ако нисам довољно добра за Беверли Хилс, нисам добра ни за шта." Како се испоставило, отказ је био најбоља ствар која јој се догодила у животу јер се могла пријавити на аудицију за улогу Брендона Тина у филму Момци не плачу. Сванк је током припреме за улогу смањила удио масног ткива на седам посто. Многи критичари су њен наступ назвали најбољим у 1999. години. Улога јој је на крају донела Оскара и Златни глобус за најбољу главну глумицу. После је опет добила те две награде за улогу Меги Фицџералд у филму Девојка од милион долара, улогу за коју је напорно тренирала и добила 15 килограма мишићне масе. Оскари које је добила сврстали су је у друштво Вивијен Ли, Хелен Хејз, Сали Филд и Луиз Рајнер, јединих глумица које су двапут биле номиноване и двапут освојиле (оба пута је освојила награду у конкуренцији Анет Бенинг). Она је и трећа најмлађа добитница Оскара (након Луиз Рајнер и Џоди Фостер). Након свог другог Оскара, рекла је, „Не знам чиме сам ово заслужила. Ја само само дјевојка из камп приколице која је имала сан." Сванк је за филм Момци не плачу зарадила само 75 долара на дан, укупно три хиљаде. Почетком 2006. године, потписала је трогодишњи уговор за кућу Guerlain (женски парфем) као заштитно лице. Године 2007. је наступила и продуцирала драму Писци слободе, о стварној учитељици која је инспирисала разред калифорнијске средње школе. Многи критичари су њену глуму оценили позитивно, док је један нагласио да она „уноси веродостојност“ улози. Касније исте године, Сванк је наступила у хорору Жетва, објављеном 5. априла 2007. године, у којем глуми научницу која покушава решити религијски феномен.

## Филмографија
| Улоге Хилари Сванк |                          |               |                     |                     |
| Година             | Српски назив             | Изворни назив | Улога               | Напомена            |
| 1990               | Ивнинг Шејд (ТВ серија)  |               | Ејми #1             |                     |
| 1990               |                          |               | Данјел              |                     |
| 1992               |                          |               | Данјел              |                     |
| 1992               | Бафи, убица вампира      |               | Кимберли Хана       |                     |
| 1994               | Следећи Карате Кид       |               | Џули Пирс           |                     |
| 1994               |                          |               | Пати                |                     |
| 1996               |                          |               | Мишел Портер        |                     |
| 1996               |                          |               | Дина Мартин         |                     |
| 1996               |                          |               | Колин               |                     |
| 1997               |                          |               | Лолита              |                     |
| 1997               |                          |               | Лорен Шал           |                     |
| 1997               |                          |               | Тифани Робак        |                     |
| 1997               |                          |               | Лиса Конерс         |                     |
| 1997-98            | Беверли Хилс, 90210      |               | Карли Рејнолдс      |                     |
| 1998               |                          |               | Силвија Орсини      |                     |
| 1999               | Момци не плачу           |               | Брендон Тина        |                     |
| 2000               | Дар                      |               | Валери Барксдејл    |                     |
| 2000               | Афера о огрлици          |               |                     |                     |
| 2000               |                          |               | Н/Д                 | Краткометражни филм |
| 2002               |                          |               |                     |                     |
| 2002               | Несаница                 |               | детектив Ели Бер    |                     |
| 2003               | 11:14                    | 11:14         | Бази                |                     |
| 2003               | Језгро                   |               | мајор Ребека Чајлдс |                     |
| 2004               | Девојка од милион долара |               | Маги Фицџералд      |                     |
| 2004               | Црвена прашина           |               | Сара Баркант        |                     |
| 2004               | Анђели гвоздених чељусти |               | Алис Пол            |                     |
| 2006               | Црна Далија              |               | Мадлин Линскот      |                     |
| 2007               | Писци слободе            |               |                     |                     |
| 2007               | Жетва                    |               | Катрин Винтерс      |                     |
| 2007.              | ПС Волим те              |               | Холи Кенеди         |                     |
| 2020.              | Лов                      |               | Атина Стоун         |                     |

## Награде

### Оскар
| Год.  | Награда                | Филм                     | Награђена/номинована |
| ----- | ---------------------- | ------------------------ | -------------------- |
| 2004. | Најбоља главна глумица | Девојка од милион долара | Награђена            |
| 1999. | Најбоља главна глумица | Момци не плачу           | Награђена            |

### Златни глобус
| Год.  | Награда                                          | Филм                     | Награђена/номинована |
| ----- | ------------------------------------------------ | ------------------------ | -------------------- |
| 2005. | Најбоља главна глумица (драма)                   | Девојка од милион долара | Награђена            |
| 2005. | Најбоља главна глумица (мини серија или ТВ филм) | Анђели гвоздених чељусти | номинована           |
| 1999. | Најбоља главна глумица (драма)                   | Момци не плачу           | Награђена            |